# Estádio do Morumbi

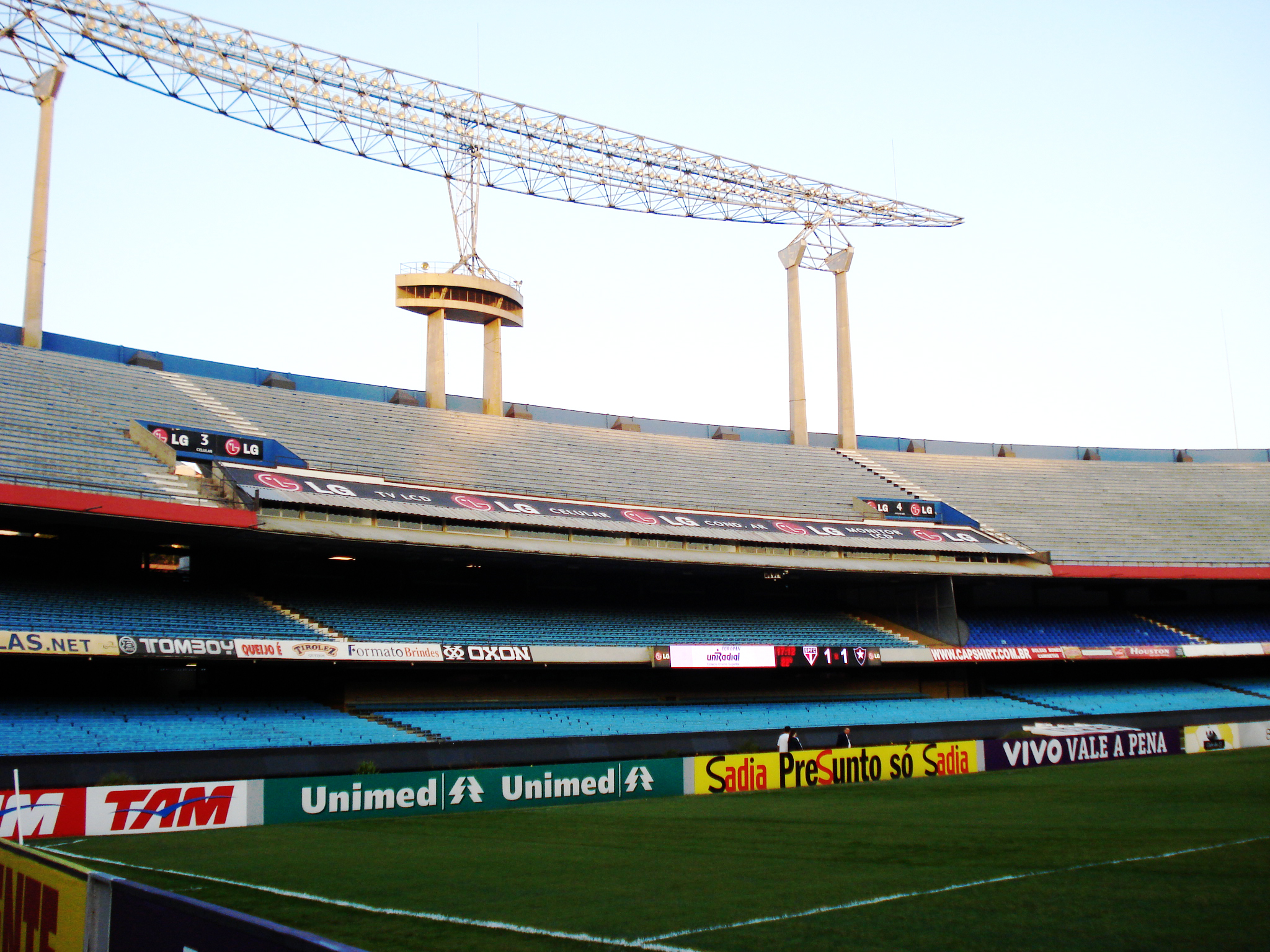
Estádio do Morumbi

Het Estádio Estádio Cícero Pompeu de Toledo, beter bekend als Estádio do Morumbi is een multi-functioneel sportstadion in São Paulo, Brazilië. Het stadion heeft een capaciteit van 72.039 zitjes. Het werd gebouwd in 1952 en geopend in 1960.

## Geschiedenis
São Paulo FC werd in 1935 heropgericht en zat zonder stadion omdat het vorige stadion van São Paulo da Floresta nu aan CR Tietê toebehoorde. De club huurde het Estádio Antônio Alonso van CA Paulista. Nadat het deze club opslorpte in 1938 werd São Paulo eigenaar van de club. Vanaf 1940 begon de club de nieuwe tempel Estádio do Pacaembu te gebruiken en in 1942 werd het oude stadion verkocht aan Juventus. In 1944 werd een terrein gekocht, waar nu het Estádio do Canindé staat. Er werd geen stadion gebouwd toen, het terrein werd enkel als trainingscentrum gebruikt. Het terrein was te klein voor een groot stadion en er werd naar andere opties gezocht.
In 1952 vroeg São Paulo voorzitter Cícero Pompeu de Toledo voor een stuk grond in de wijk Ibirapuera aan de burgemeester, maar hij weigerde dit en gaf in de plaats een stuk grond in Morumbi. Er waren plannen voor een van de grootste privé-stadions van Zuid-Amerika. Met de verkoop van de Canindé aan Portuguesa, dat er een kleiner stadion bouwde op die plaats, was er een startkapitaal voor het stadion. Ook alle inkomsten van de club gingen naar de bouw van het stadion. Op een bepaald moment stelde de stad voor om het stadion over te nemen en dat de club in het Pacaembu zou blijven spelen, maar de club weigerde dit.
In 1960, acht jaar na de start van de bouw, werd het stadion officieel ingehuldigd met een galamatch tegen Sporting Lissabon. São Paulo speler Peixinho was de eerste speler die kon scoren in het stadion. De capaciteit was 70.000 plaatsen, maar de bouw was nog niet voltooid. In 1970 was het stadion helemaal klaar met een capaciteit van 140.000 toeschouwers. De tweede inhuldigingswedstrijd werd tegen Porto gespeeld en eindigde op een 1-1 gelijkspel.
Het toeschouwersrecord werd in 1977 gevestigd toen de wedstrijd Corinthians-Ponte Preta door 138.032 supporters werd bijgewoond.
In 1994 werd het stadion gerenoveerd, de werken duurden tot 2000. De capaciteit werd hierbij teruggebracht naar 80.000 toeschouwers.
Het is de thuishaven van voetbalclub São Paulo. Het zal gebruikt worden tijdens de Olympische Spelen in 2016.
Het stadion zou ook voor ook voor het WK 2014 gebruikt worden, maar de club kon geen financiële garanties voorleggen om verbeteringen uit te voeren die hiervoor nodig waren. In de plaats werd de nieuwe Arena Corinthians gekozen als WK-stadion.
Samen met het Maracanã in Rio de Janeiro is het een van de twee populairste stadions om muziekconcerten te houden.